# H-Blockx
H-Blockx – niemiecki zespół rockowy założony na początku lat 90. XX wieku, działający do dziś. Zespół jako jeden z pierwszych zaczął łączyć ostry rock z hip-hopem, stając się inspiracją dla m.in. Linkin Park.

## Skład zespołu

### Obecni członkowie
- Henning Wehland: śpiew (Od 1990)
- Stephan "Gudze" Hinz – bas (1998-2003,Od 2007)
- Tim Tenambergen: gitara (Od 1990)
- Steffen Wilmking: perkusja (1999-2001, od 2003)

### Byli członkowie
- Dave Gappa: śpiew (1992-2000,2003-2005)
- Fabio Trentini: bas (1990-1998,2003-2007)
- Christop "Mason" Maass: perkusja (1990-1997)
- Marco Minnemann: perkusja (1998-1999)
- Martin "Dog" Kessler: perkusja (2001-2003)

## Dyskografia

### Albumy
- 1994 – Time to Move
- 1996 – Discover My Soul
- 1998 – Fly Eyes
- 1999 – Bang Boom Bang O.S.T.
- 2002 – Get in the Ring
- 2002 – Live
- 2004 – No Excuses
- 2004 – More than a Decade: The Best of H-Blockx
- 2007 – Open Letter to a Friend
- 2012 – HBLX

### Single
- 1993 – Risin´ High
- 1994 – Move
- 1994 – Little Girl
- 1996 – How Do You Feel
- 1996 – Step Back
- 1998 – Fly
- 1998 – Take Me Home
- 2001 – C'mon
- 2002 – The Power
- 2004 – Leave Me Alone
- 2004 – Celebrate Youth
- 2007 – Countdown to Insanity
- 2012 – Can't Get Enough
- 2012 – Hi Hello